# Estación de Leuk
La estación de Leuk es una estación ferroviaria ubicada en la comuna suiza de Leuk, en el Cantón del Valais.

## Historia y situación

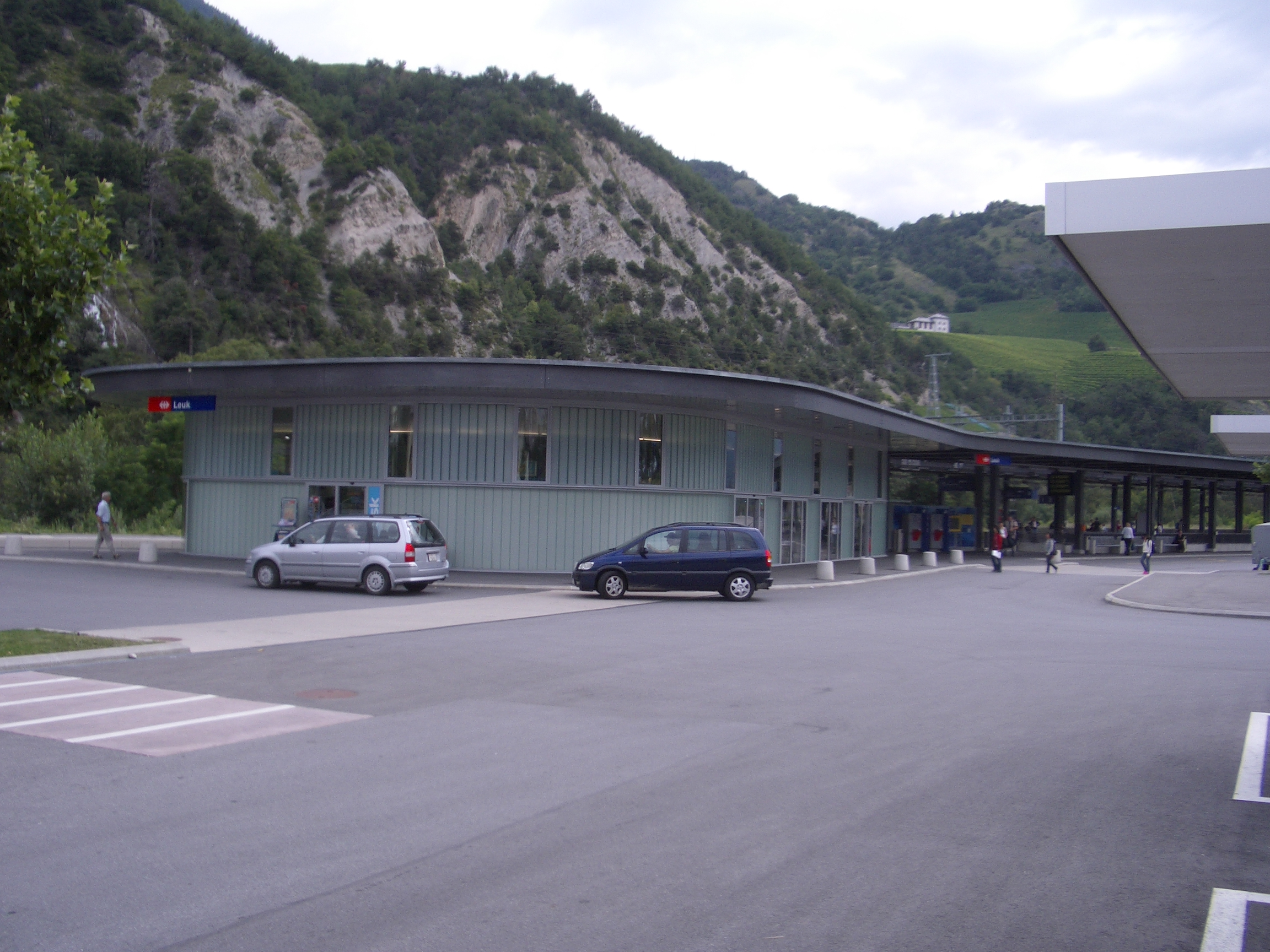
Estación de Leuk

La estación de Leuk fue inaugurada en el año 1877 con la puesta en servicio del tramo Sierre/Siders - Leuk, que al año siguiente llegaría hasta Brig, y que pertenece a la línea Lausana - Brig, más conocida como la línea del Simplon.
La estación se sitúa en la localidad de Suste, el principal núcleo de población de la comuna de Leuk. Cuenta con dos andenes laterales a los que acceden dos vías pasantes. Entre otros servicios, la estación cuenta con una agencia de viajes de los SBB-CFF-FFS
En términos ferroviarios, se encuentra localizada en la línea Lausana - Sion - Brig. Sus dependencias ferroviarias colaterales son la estación de Salgesch hacia Lausana, y la estación de Turtmann en dirección Brig.

## Servicios Ferroviarios

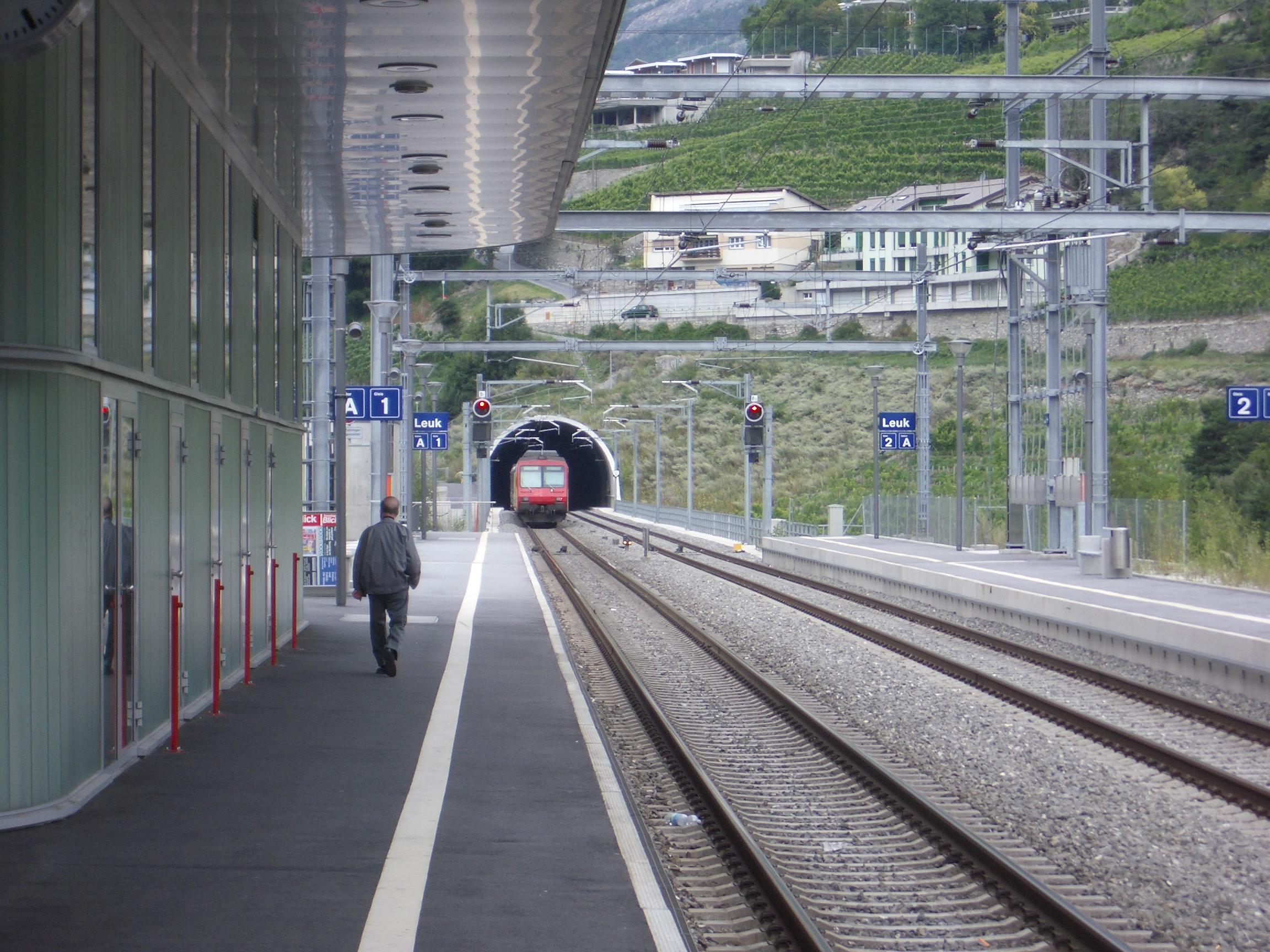
Andenes de la estación de Leuk en dirección a Sierre, con una unidad Domino.

Los servicios ferroviarios de la estación están prestados por SBB-CFF-FFS y por RegionAlps, empresa participada por los SBB-CFF-FFS y que opera servicios de trenes regionales en el Cantón del Valais:
Por una parte, los servicios de una mayor proximidad, servidos por los trenes Regio:
- R Saint-Gingolph - Monthey - San Mauricio - Sion - Sierre/Siders - Visp - Brig. Este servicio efectúa parada en todas las estaciones del tramo entre Saint-Gingolph y Brig, dando un servicio más cercano a las diferentes comunas y pueblos del trazado que cuentan con una estación, y ofreciendo así un buen servicio para desplazarse hacia las principales comunas y ciudades del Cantón del Valais. Tiene una frecuencia cada hora y es operado por RegionAlps.

En cuanto a las relaciones de un mayor alcance, estas son servidas por los trenes InterRegio:
- IR Ginebra-Aeropuerto - Ginebra-Cornavin - Nyon - Morges - Lausana - Vevey - Montreux - Aigle - Bex - San Mauricio - Martigny - Sion - Sierre - Leuk - Visp - Brig. Es el servicio que articula las conexiones de más distancia, potenciando el eje del Valle del Ródano, y permitiendo alcanzar las ciudades de Lausana y Ginebra. Otro añadido de este servicio es su alta frecuencia, con un tren cada media hora por dirección aproximadamente. Algunos servicios son prolongados hasta la ciudad italiana de Domodossola.

Además, en temporada, existe un TGV que nace en París, y de esta manera los franceses pueden llegar a las pistas de esquí de los Alpes Suizos en tren:
- TGV París-Lyon - Lausana - Montreux - Aigle - Martigny - Sion - Sierre/Siders - Leuk - Visp - Brig. Este servicio únicamente se presta en temporada invernal.